# Amsterdam (1652)
De Amsterdam was een schip van de Admiraliteit van Amsterdam meteen bewapening van 30 stukken. Het schip is in 1652 in dienst genomen door de Admiraliteit en is in datzelfde jaar vergaan.